# Forces armées rwandaises
Pour les articles homonymes, voir FAR.
Les Forces armées rwandaises (FAR) représentent l'armée du Rwanda sous le régime de Grégoire Kayibanda, puis de Juvénal Habyarimana. Cette armée était composée presque entièrement de Hutus, selon l'ethnisme en vigueur au Rwanda de 1959 à juillet 1994. 

## Histoire
En 1975, deux ans après le coup d'État de Juvénal Habyarimana, un accord d'assistance militaire est signé entre la France et le Rwanda. 
Le 1er octobre 1990, le Front patriotique rwandais (FPR) entre au Rwanda, déclenchant une guerre civile. Il rencontre des premiers succès et parvient « jusqu’à Gabiro, à 90 kilomètres de Kigali ». Aussitôt le président Juvénal Habyarimana demande à son homologue français, François Mitterrand de l'aider à contrer cette offensive. L'armée française lance l'opération Noroît le 4 octobre, officiellement pour protéger les ressortissants étrangers. 
Dès le 5 octobre, les FAR se sont ressaisies et le front est stabilisé. Cette contre-offensive s'est traduite également par la mort du général en chef du FPR, le général Fred Rwigema.
La France envoie un contingent bien équipé pour aider les FAR à stopper le FPR. Pour réorganiser les FAR, la France décide de mettre en place un détachement d'aide militaire dont la fonction est de former les hommes des FAR. Ce détachement d'aide militaire en vient à former indirectement les miliciens Interahamwe[réf. nécessaire]. Les FAR, composées en 1990 d'environ 10 000 hommes, comptent 35 000 hommes environ (gendarmes inclus) en 1994. 
La France a également fourni des armes aux FAR avant voire pendant le génocide, comme le décrit Hubert Védrine devant la Commission Défense de l’Assemblée nationale le 16 avril 2014, tout en précisant que « même les attaquants les plus violents contre la France n’ont jamais osé écrire ou raconter que le génocide lui-même, village après village, avait été fait avec les armes fournies par la France à l'armée rwandaise contre les attaques du FPR ».
Les soldats de cette armée Hutu sont les initiateurs et ont participé au génocide de 1994 contre les Tutsis et les Hutu modérés. Dès le début des tueries, le FPR lance une offensive qui lui permet de gagner du terrain rapidement. Malgré leur supériorité numérique (le FPR compte, lui, 25 000 hommes), les FAR sont mises en déroute. Elles entraînent dans leur sillage la milice Interahamwe et des centaines de milliers de civils Hutu qui fuient l'avancée du FPR.
Des éléments de cette armée sont encore en fuite au Zaïre (nom de la République démocratique du Congo jusqu’en 1997), notamment au sein des FDLR, et dans divers autres pays africains[réf. nécessaire].
Depuis 1994 et la prise du pouvoir par le FPR, l'armée du Rwanda s'appelle l'Armée patriotique rwandaise, dite APR. Son nom actuel est les Forces rwandaises de défense.